# Glockengießerei Grüninger
Die Glockengießerei Grüninger begann im 17. Jahrhundert als Familienbetrieb mit dem Handwerk der Glockengießerei in Villingen (Schwarzwald). Die ältesten Glocken der Grüninger Gießerei gelten der Überlieferung nach als die klangbesten, sie sollen gemäß alter Glockengießertradition Silber enthalten. 1949 wurde der Betrieb nach Neu-Ulm verlegt, wo er zu Beginn der 1950er-Jahre eingestellt wurde.

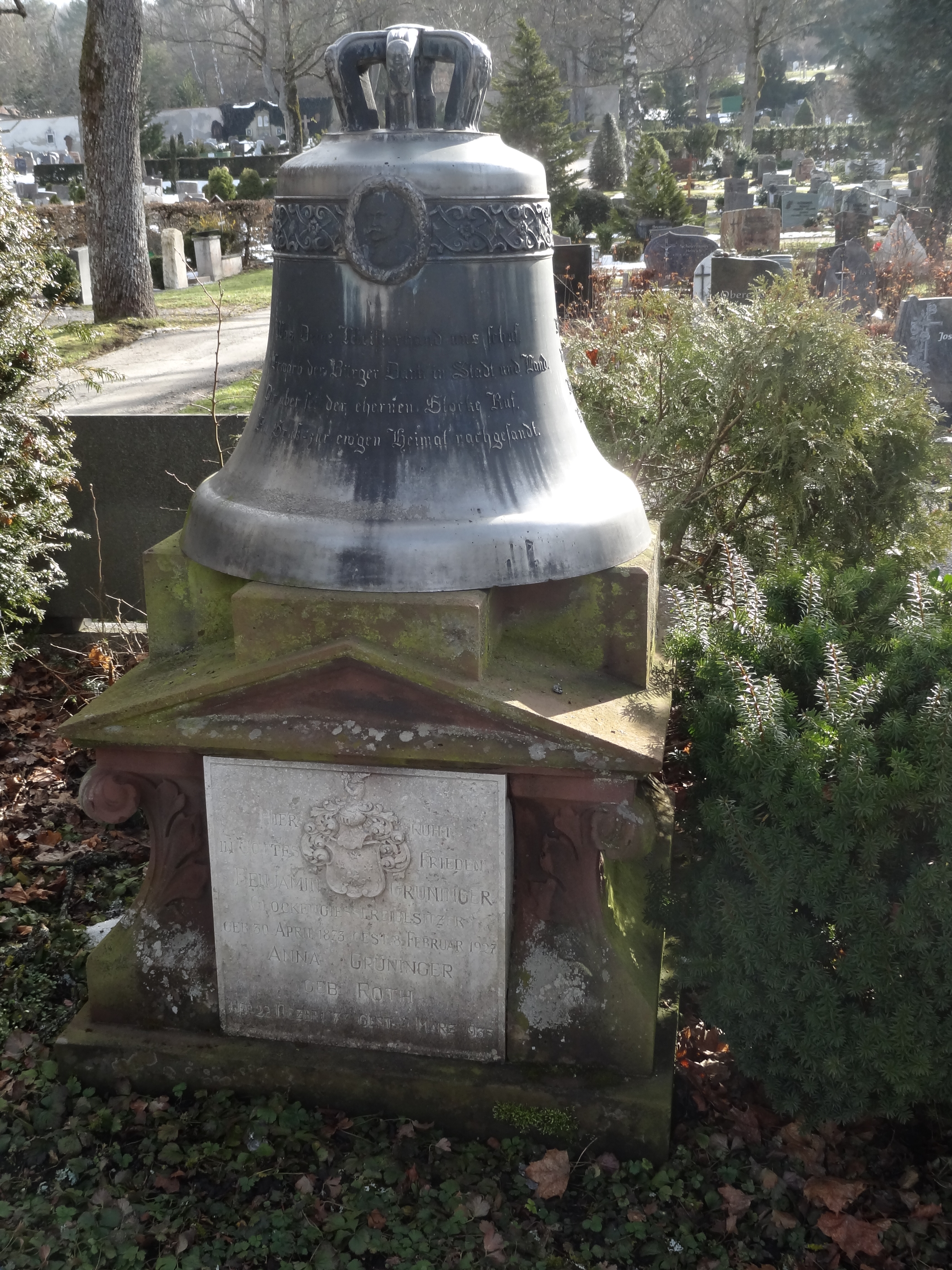
Josef Benjamin Grüninger II. Grab mit Glocke

## Geschichte
Um 1580 wurde die Glockengießerei in Villingen außerhalb der Stadtmauer nahe der Käferburg durch Hans Raeble (Reble) gegründet, von dem eine 1590 gegossene Glocke in Riedlingen (St. Georg) erhalten ist. Von seinem Sohn und Nachfolger Christof Reble (* 1591) sind mehrere Glocken erhalten: eine in Schluchsee (St. Nikolaus) von 1614 und ein Glöckle aus der Kirche des Bickenklosters in Villingen, weitere in Rottweil, Jungnau, Wolfach, Achdorf und Hinterzarten. 1645 erfolgt die Übergabe an seinen Schwiegersohn Johann Joachim Grieninger (1624–1676) Sohn des Hammerschmieds Veit Grieninger, der die verwitwete Tochter des Meisters heiratete, von ihm sind drei Glocken erhalten:
- 1657 St. Johann Baptist in Moosheim bei Bad Saulgau
- 1660 Villinger Münster, (heute im Franziskanermuseum Villingen-Schwenningen)
- 1664 St. Katharina in Gütenbach

Sein Sohn Matthäus Grieninger hatte zwei Söhne, Jakob Pelagius Grieninger und Meinrad Grieninger, von denen eine Glocke im Kloster Friedenweiler erhalten blieb.
Der Nachfahre Franz Joseph Benjamin Grieninger (1735–1795) war einer der aktivsten Glockengießer des Barock in Baden, er goss unter anderem zusammen mit seinem Sohn Nicolaus Grüninger, der nach dem Tod des Vaters den Namen in Grueninger änderte und die Gießerei übernahm, das Geläut für das durch Fürstabt Martin Gerbert wiederaufgebaute Kloster St. Blasien. 1787 wurde durch die Belagerung der Stadt Villingen die außerhalb der Stadtmauer gelegene Gießhütte völlig zerstört; danach zog die Glockengießerfamilie  in das Glockenhüsle innerhalb der Stadtmauer in der Nähe des Romäusgymnasiums.
Der Sohn von Nicolaus Grüninger war Severin Benjamin Grüninger, von dem nur eine Glocke erhalten blieb (in Münchingen); er hatte die Söhne Lukas Meinrad und den Nachfolger Benedikt Benjamin Grüninger (1821–1879), von welchem ebenfalls nur wenige Glocken erhalten blieben. 
Zusammen mit den Söhnen Josef Benjamin Grüninger I. (1844–1912) und Georg Adelbert Grüninger (1852–1918) führte er den Betrieb fort unter dem Namen Grüninger und Söhne.
Nach seinem Tod 1879 führten die Söhne den Betrieb unter verschiedenen Firmierungen weiter, 1879 übernahm der Sohn von Josef Benjamin I., der gleichnamige Josef Benjamin Grüninger II. die Firma, zusammen mit seinem Vater goss er das Geläut für die Stadtkirche St. Bernhard in Karlsruhe mit einem Gesamtgewicht von 11.500 kg. Dies war nach den vergangenen Jahren mit nur kleinen Glocken wieder ein beachtliches Werk der Gießerei. Bis zum Ersten Weltkrieg gossen die Grüningers über 2000 Glocken, von denen jedoch nur wenige überdauert haben.
Der Sohn und Nachfolger Franz Josef Benjamin Grüninger (1901 bis 1963) ist heute allgemein und bei Fachleuten wieder als hervorragender Gießer anerkannt. Durch die Zerstörung des Betriebes in Villingen im Verlauf des Zweiten Weltkriegs musste er auf einen neuen Standort 1948 in Neu-Ulm ausweichen; unter anderem dadurch verursachte er in den frühen 1950er Jahren einen unrühmlichen Abgang, was dem eigentlich handwerklich herausragenden Ruf nicht wohl tat. Als sein bedeutendstes Werk gilt das Geläut für die Stadtkirche Mariä Geburt in Gengenbach.

## Weißbronzeglocken
Grüninger lieferte aus Neu-Ulm nach dem Zweiten Weltkrieg neben hochwertigen auch kostengünstige Glocken aus Weißbronze. Diese Legierung enthält Aluminium, das erst um 1880 großtechnisch günstig herstellbar war. Aufgrund dessen ist das Material recht weich und weist deswegen eine starke Abnutzung auf, weswegen diese Glocken bereits wieder ersetzt werden.

## Bekannte erhaltene Werke der Glockengießerei Grüninger
Noch heute erklingen – abgesehen von einzelnen kleineren Glocken der Vorkriegszeiten – viele gute Bronzegeläute der Nachkriegszeit, gegossen von 1948 bis 1951. Die besten und bekanntesten sollen folgend aufsteigend mit dem Ton der Grundglocke vorgestellt werden.
- Sigmaringen, Kirche St. Johann – B°: Fünf Glocken von 1950 als Ergänzung für eine historische Glocke. (Das wohl tontiefste Geläut der Nachkriegszeit)[1]
- Kempten-Lenzfried, St. Magnus – B°: Komplettes Geläut aus sieben Glocken, gegossen im Jahre 1949. (Das wohl zahlenmäßig größte Nachkriegsgeläut)[2]
- Burladingen, St. Fidelis: H°: Komplettes Geläut aus sechs Glocken von 1949 (Als eines der ganz wenigen Großgeläute in der schweren Rippenkonstruktion gegossen)[3]
- Gengenbach, St. Marien H°: Geläut aus fünf Glocken von 1949 (Gilt allgemein als Grüningers schönstes Nachkriegsgeläut)[4]
- Schonach im Schwarzwald, St. Urban c': Geläut aus fünf Glocken von 1950 als Ergänzung für eine historische Glocke (Ein besonders klangschönes Geläut in besonders schwerer Rippenkonstruktion mit besonders schön verzierten Kronen)[5][6]
- Berg (Schussental), St.Peter und Paul cis' : Komplettes Geläut aus vier Glocken von 1951 (Grüningers wohl letztes Großgeläut. Analog Schonach sind die Glocken wunderschön verziert.)

Neben diesen bekannten und besonderen Geläuten finden sich vor allem in der Region zwischen Bodensee und Donau noch sehr viele kleinere Glocken und Geläute der Glockengießerei Grüninger. Diese sind nicht unbedingt weiter bekannt, aber als Bronzeglocken gerade ab dem Gussjahr 1949 überwiegend sehr klangvoll. Beispielhaft sollen hier die Geläute von Fronhofen, Langenenslingen, Fleischwangen, Pfullendorf und Ostrach Erwähnung finden.
Eine Grüninger-Glocke schaffte es sogar bis nach Sachsen: Sie entstand 1937 für die Leipziger Propsteikirche und stand nach der Zerstörung der Kirche durch Bombenangriffe nichtläutend in einem Nachfolgebau, bis sie 2016 durch Metalldiebe zerstört wurde.

## Grüninger Glocken in Schwarzwaldkirchen und Umgebung
Die Glockengießerdynastie, die im 17. Jahrhundert als kleine Familienmanufaktur begann, hinterließ ihr Erbe in vielen Kirchengebäuden des Schwarzwaldes, von denen jedoch viele nicht mehr erhalten sind. Aus der Jahrhundertwende und den folgenden Jahren sind oder waren in vielen Schwarzwälder Kirchenbauten Glocken der Dynastie zu finden. Zu nennen wären:
- Kloster Schuttern, große Glocke 1770, kam nach der Säkularisation an die Pfarrkirche St. Maria in Philippsburg
- Benediktinerkirche St.Georg, Villingen, Geläut gegossen 1764 und 1767 ein Glockenspiel (Carillon) 1806 Opfer der Säkularisation.
- Dom St. Blasien, 1772 zunächst vier kleinere, und 1782 vor Ort zehn weitere Glocken, darunter die größte mit 6150 kg
- 1767 Benediktinerkirche (Villingen), nicht erhalten
- (1788 ?) St. Nikolaus, Lausheim
- 1789 St. Verena und Gallus, Hüfingen[11] Glocke 3 in f. Vollgeläut im Video (Bilder der Glocke ab 4:48)
- Unteres Tor (Basler Tor) in Waldshut, zwei kleine Glocken, gegossen 1897
- Pfarrkirche St. Oswald in Buchen (Odenwald), Rochusglocke, gegossen 1899
- Neustädter Münster, gegossen 1902, eingeschmolzen 1942
- 1908/1909 siebenstimmiges Geläute für das Münster Unserer Lieben Frau in Villingen; bis auf die kleinste Glocke (Franziskus) 1942 konfisziert und eingeschmolzen, verbliebene kleine Glocke wurde 2006 in das neue Glockenspiel (Glockengießerei Rudolf Perner) integriert.
- evangelische Kirche Tennenbronn, gegossen 1903, eingeschmolzen 1942.
- St. Bernhard (Baden-Baden), eine Glocke, gegossen 1913
- katholische St.-Gallus-Kirche Gutenstein, zwei Glocken, gegossen 1923, eingeschmolzen 1942; vier gegossen 1950, heute noch in Nutzung
- 1925/26 Geläut samt Glockenstuhl für die katholische Pfarrkirche St. Laurentius Rotenfels/Murgtal (Mutterpfarrei des Murgtals). Gegossen am 3. Dezember 1925 (Dreifaltigkeits-, Laurentius-, Marien-, Josef-, Wendelin-, Elisabethenglocke) und eine weitere am 22. April 1926 (Schutzengelglocke, gestiftet von der in Schloss Rotenfels residierenden Fürstin Feodora zu Leiningen), Weihe am 16. Mai 1926, entnommen 1942; die Elisabethenglocke durfte verbleiben und ist heute im katholischen Gemeindesaal Bad Rotenfels ausgestellt. Tonaufnahme mit Bildern öffentlich verfügbar.[12]
- 1927 neue Glocken für die Wallfahrtskirche Todtmoos, (1944 Ablieferung)
- Liebfrauenkirche Waldshut, 1925 Umguss einer Glocke des Glockengießers Johann Jakob Grieshaber, dem Großvater von Franz Anton Grieshaber
- Freiburger Münster, gegossen 1927, eingeschmolzen 1942
- Für St. Martin (Riegel am Kaiserstuhl) vier Glocken, gegossen 1937
- St.-Nikolaus-Kirche Rotenberg, gegossen 1949, 2012 abgenommen und seitdem vor der Kirche ausgestellt
- Kusterdinger Marienkirche, gegossen 1950, heute noch in Nutzung
- Leipferdingen, Pfarr- und Wallfahrtskirche St. Michael, fünf Glocken, gegossen 1950; Töne/Gewicht: c`/250 kg – es`/1250 kg – f/`850 kg – g`/600 kg – b`/350 kg
- Oberwolfach, St.Bartholomäus, eine Glocke 1919: „Gottesmutter Maria“, drei Glocken 1949: „St.Luitgart“, „Sankt Bartholomäus“, „Heilige Dreifaltigkeit“
- Obernheim Württ., katholische St. Afra–Kirche, drei Glocken gegossen 1949: Die Wolfgangsglocke zum Jubiläum „400 Jahre Pfarrei“, die Sebastiansglocke zur Erinnerung an die 14+59 Gefallenen, die Marienglocke als Angelusglocke
- Obernheim Württ. St. Wolfgangskapelle, eine Glocke gegossen 1949, gegen schweres Unwetter: „Soweit das Wolfgangs Glöcklein klingt, Soweit kein Hagelschlag gelingt.“
- Bleibach, Kirche St. Georg: vier Glocken, 1950 gegossen, noch in Verwendung

## Bekannte Mitglieder der Dynastie
- Jos. Benjamin Grüninger, Stuck- und Glockengießer zu Villingen.[13]
- Joseph Benjamin Grüninger (1873–1927), Grüninger V.
- Joseph Benjamin Grüninger (1901–1963), Grüninger VI.: Er verlegte den Betrieb 1949 nach Neu-Ulm und goss die bekannten Weißbronzeglocken. Von ihm stammen die meisten uns heute bekannten Grüninger-Glocken, da er den Betrieb industrialisierte.